# Opglabbeek
Opglabbeek (en limburguès Glabbek) és un antic municipi belga de la província de Limburg a la regió de Flandes. L'1 de gener de 2019 va fusionar amb Meeuwen-Gruitrode per formar un municipi nou anomenat Oudsbergen.

## Evolució demogràfica des de 1806
Font:INS